# Gaston Calmette
Gaston Calmette (Montpellier, 30 gennaio 1858 – Parigi, 16 marzo 1914) è stato un giornalista francese, direttore del Figaro dal 1903 al 1914.

## Biografia

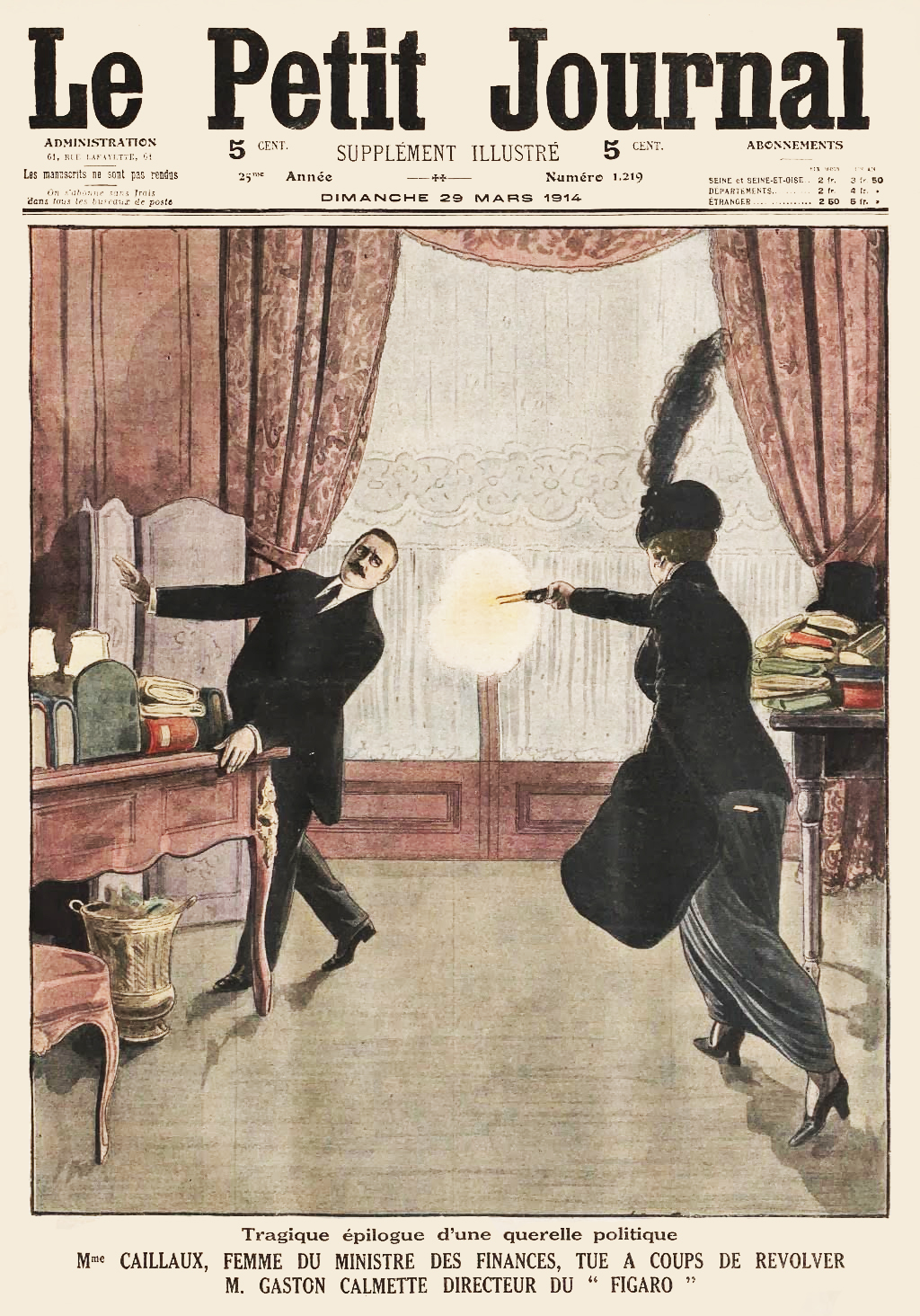
Le Petit Journal: l'assassinio di Gaston Calmette da parte di Henriette Caillaux

Gaston Calmette era il fratello maggiore del microbiologo Albert Calmette (1863-1933). Giornalista, nel 1903 divenne direttore del quotidiano Le Figaro, che portò su posizioni nazionaliste e revansciste. In particolare, nel gennaio 1914, su iniziativa di Barthou e Poincaré, iniziò una violenta campagna contro Joseph Caillaux, ministro delle Finanze nel governo Doumergue, a causa dell'atteggiamento conciliante da parte del Caillaux nei confronti della Germania.
Nel corso della campagna anti-Caillaux vennero pubblicate anche lettere private scritte dal ministro francese. Esasperata da questa campagna, Henriette Caillaux, la moglie del ministro, si recò nella sede del giornale e uccise il direttore con cinque colpi di pistola. Joseph Caillaux rassegnò le sue dimissioni dal governo; sua moglie Henriette, invece, fu assolta al termine di un processo spettacolare perché dimostrò di aver agito per difendere la propria privacy.
Calmette fu il primo estimatore, in senso cronologico, di Marcel Proust: pubblicò i primi scritti di Proust e lo spinse a pubblicare la Recherche. Dal canto suo, Proust gli dedicò il primo volume della Recherche, Du côté de chez Swann. Morì nel 1914 e venne sepolto nel Cimitero dei Batignolles, a Parigi.